# Ікема
Острів Іке́ма (яп. 池間島, Ікема-Дзіма) — невеликий острів в групі Міяко островів Сакісіма архіпелагу Рюкю, Японія. Адміністративно належить до округу Міяко повіту Міяко префектури Окінава.
Площа острова становить 2,8 км².
Населення — 801 осіб (2002) — проживає в невеликому селищі Ікема.
Мостом з'єднаний з островом Міяко.
Острів рівнинний, найвища точка — 28 м.

## Галерея

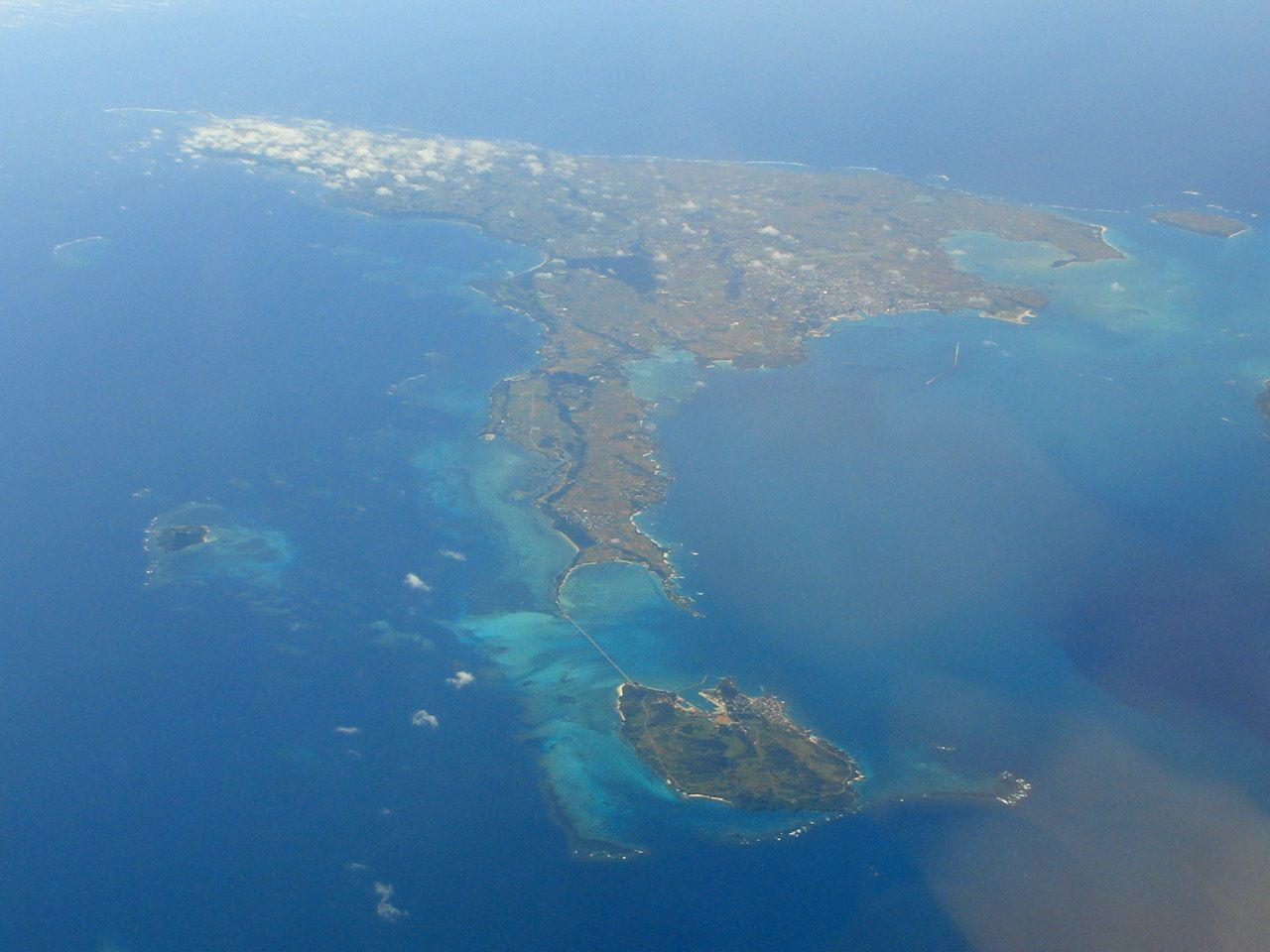
Знімок острова з літака
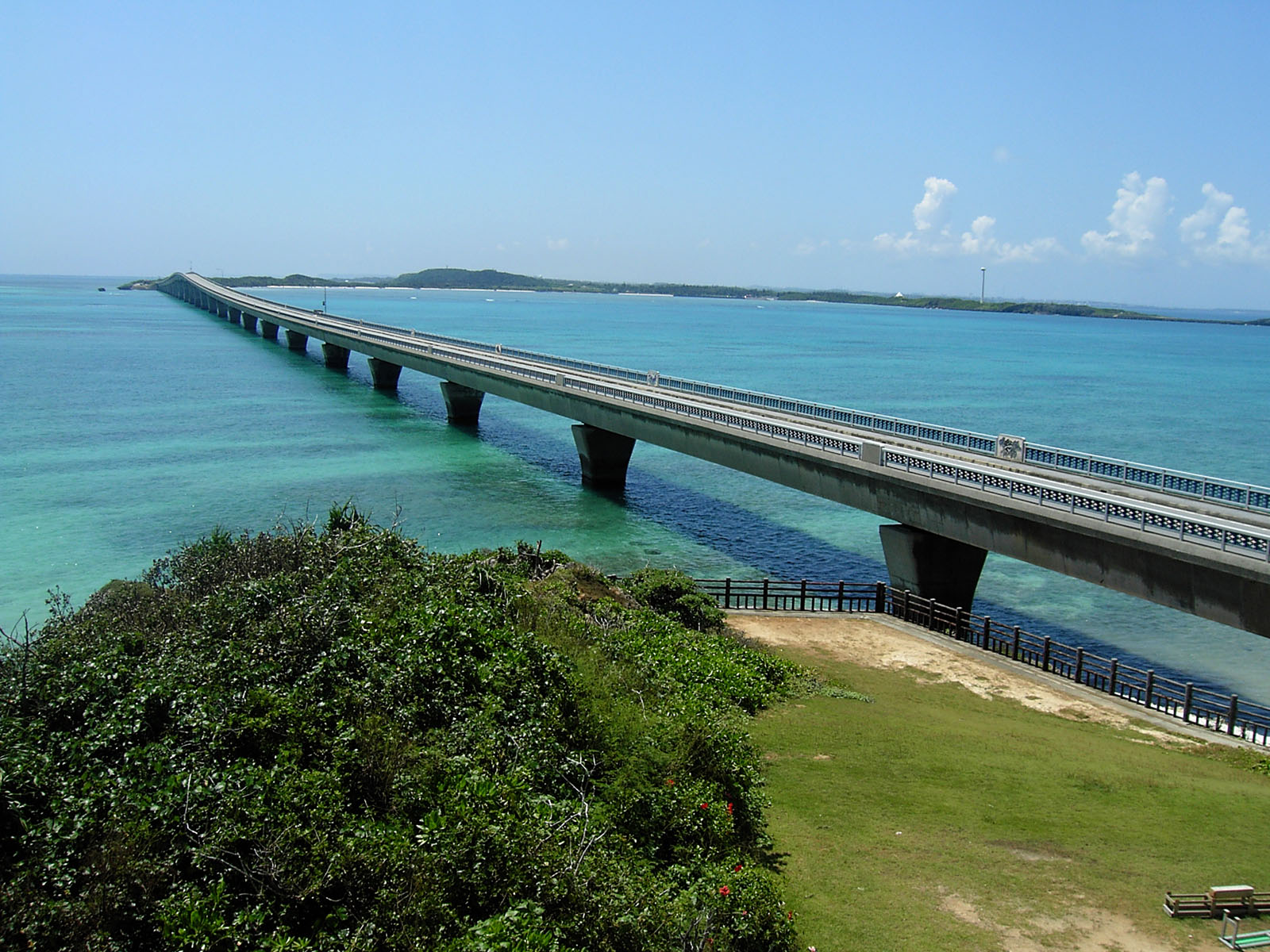
Міст на Міяко
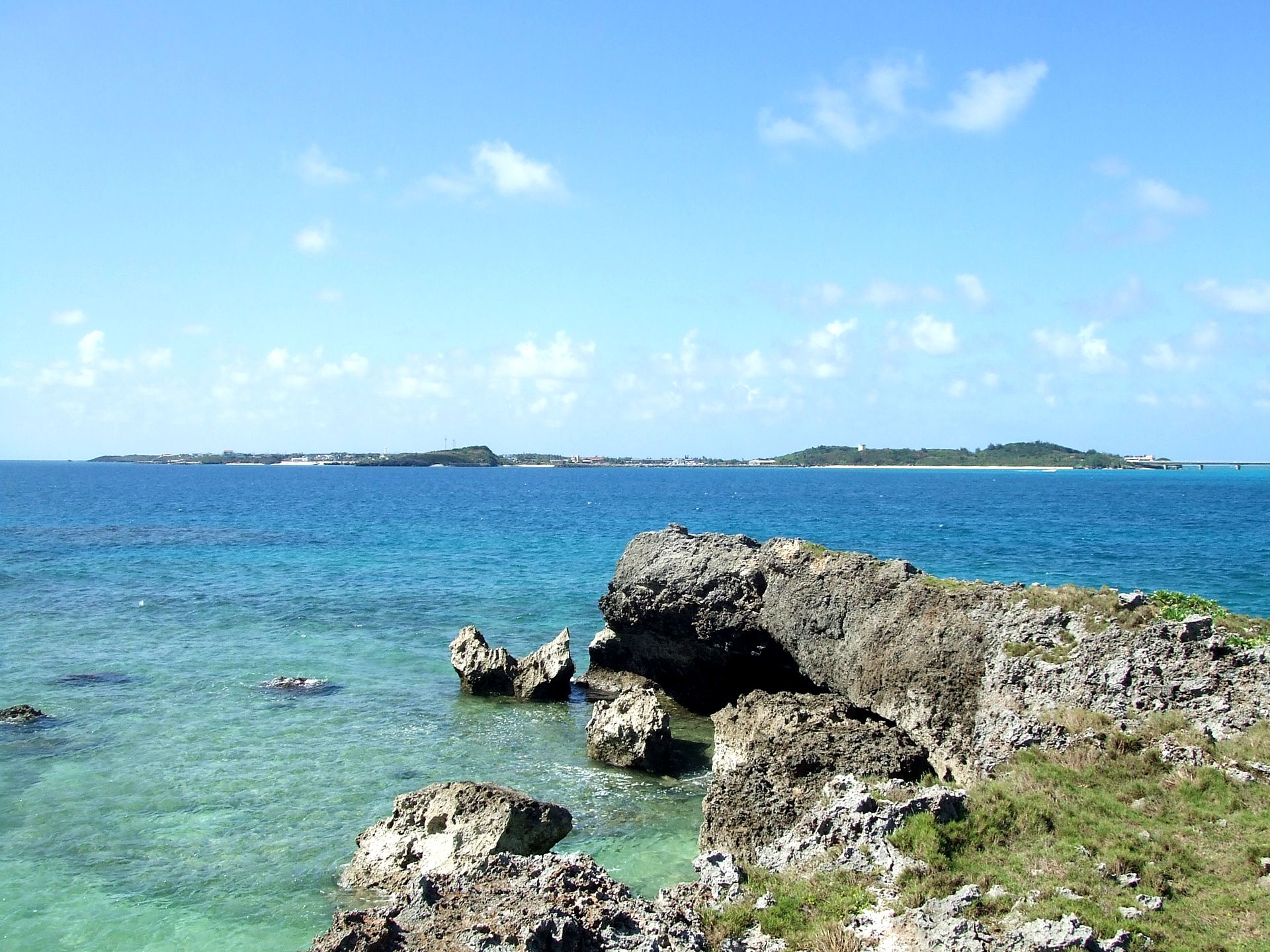
Морське узбережжя